# 伍德拉夫 (密蘇里州)
伍德拉夫（英語：Woodruff）是位於美國密蘇里州普拉特縣的非建制地區。

## 歷史
伍德拉夫的郵局於1891年設立，其後於1924年停運。

## 地理
伍德拉夫所處的海拔為高於海平面251米（即823英呎），而該地所採用的時區為UTC-6，即北美中部時區（CST）。同時該地設有夏令時間，為UTC-6調快一小時，即UTC-5（CDT）。